# Bárány Attila (lemezlovas)
Bárány Attila (Budapest, 1967. december 18. –) magyar lemezlovas, zeneszerző, zenei producer, rádiós műsorvezető.

## Életrajza
Az 1980-as években már a lemezpultok mögött állt, első komoly munkáját a Panoráma Disco-ban kapta, Balatonalmádiban. Hamar felfigyeltek tehetségére és onnantól kezdve a legfelkapottabb szórakozóhelyeken lehetett találkozni vele, a mai napig rezidens (szerződött lemezlovas) a legnagyobb budapesti klubok lemezpultjai mögött. Zenei stílusa folyamatosan alakult, a funky, rock és R&B után ma elsősorban a dance zenét kedveli. Rádiós karrierje korán indult, 1997-ben már műsort vezetett az akkor még 8 órában sugárzó budapesti Roxy Rádióban, amelyben később DJ-ként és műsorvezetőként is debütált, sőt 2002-ben a már a rádió zenei igazgatója, majd programigazgatójaként dolgozott. Egy év múlva elérkezett a váltás ideje és 2005 decemberétől átvándorolt a Rádió 1-hez és Disco*s hit című műsorával arat sikereket.

## Főbb állomások

### Dj-ként
- 1989: Panoráma - Balatonalmádi
- 1990: Cash Box - Veszprém
- 1991: Kékgolyó
- 1992: Globe
- 1992–1995: Dexion - Alsóörs
- 1995: Palace - Siófok
- 1995–1996: Fortuna
- 1996–1997: Panoráma - Balatonalmádi
- 1997–1998: Coctail
- 1997–1998: E-play
- 1998-napjainkig: Dokk
- 1999–2000: Meduza
- 2000–2002: Home
- 2001–2002: Home Cafe
- 2002-napjainkig: Bed
- 2002–2004: Café Del Rio
- 2005: Bed Beach
- 2005: Studio
- 2007: Palace - Siófok

### Rádiósként
- 1997: Roxy Rádió heti egy műsor (ekkor még 8 órás az adás)
- 1999: Roxy Dj (péntek délután 4-5 között 2005 októberéig)
- 1999: World Chart Show, Tóth Viktóriával
- 2000: Euro Top 40 Tóth Viktóriával, majd Vass Katával 2005 októberéig
- 2002: Roxy Dj's at Night (szombat este) 2005 októberéig
- 2002: A Roxy rádió zenei igazgatója 2004 novemberéig
- 2004: A Roxy rádió programigazgatója januártól novemberig
- 2005: Rádió 1: december 5-étől, este 8-tól éjfélig Disco*s hit (4 órás saját műsor)

### Megjelent CD-k
- 1999: Dark Blue (Jovánnal)
- 2000: Dark Blue 2 (Jovánnal)
- 2001: Dark & Blue Classic és Millennium (Jovánnal)
- 2004: Dark & Blue Classic és Millennium 2 (Jovánnal)
- 2005: Disco's hit (Jovánnal)
- 2006: Dark & Blue Classic 3 (Jovánnal)
- 2006: Studio (Jovánnal és Antonyo-val)
- 2007: White Party (Jovánnal és Antonyo-val)
- 2008: White Angel (Jovánnal és Antonyo-val)